# サディク・カーン
サー・サディク・アマーン・カーン（Sir Sadiq Aman Khan、1970年10月8日 - ）は、イギリスの政治家、現ロンドン市長。欧州連合加盟国の首都の市長に当選した初のイスラム教徒である。

## 来歴
カーンはロンドンのパキスタン系イギリス人の労働者階級の家庭に生まれた。ノース・ロンドン大学（現ロンドン・メトロポリタン大学）で法学の学位を取得し、人権派弁護士としてキャリアを始めた。弁護士業の傍ら、1994年から2006年までワンズワース特別区議会議員を務めた。
2005年の総選挙で下院議員に初当選し、国政に進出した。ゴードン・ブラウン首相は2008年、カーンを運輸担当閣外大臣に任命した。2010年にブラウン内閣が退陣して以後、カーンも「影の運輸大臣」として労働党の中枢で活躍した。
2016年のロンドン市長選において、第1回、第2回共に最大得票数を獲得して市長に当選。カーンはEU圏の首都において初のムスリム市長となった。
2019年、イギリスを訪問したアメリカのドナルド・トランプ大統領について「世界に広がる脅威のなかでも最悪の部類」だと論じ、ファシストに例えて批判を行ったが、トランプから「ロンドン市長としてろくな仕事をしていないどうしようもない負け犬だ」と反撃されている。
2020年5月7日のロンドン市長選挙に出馬し再選を目指す方向であったが、新型コロナウイルス感染症の流行に伴い選挙は1年間延期された。2021年5月6日のロンドン市長選挙では得票が過半数に届かなかったが、8日の決選投票にて55.2％の票を獲得し、対立候補のショーン・ベイリーを破り再選された。
2024年5月2日のロンドン市長選挙では、保守党のスーザン・ホールに約27万5000票の差をつけ3選された。